# The Plains (Virginia)
The Plains es un pueblo situado en el condado de Fauquier, Virginia  (Estados Unidos). Según el censo de 2010 tenía una población de 217 habitantes.

## Demografía
Según el censo del 2000, The Plains tenía 266 habitantes, 110 viviendas, y 70 familias. La densidad de población era de 395 habitantes por km².
De las 110 viviendas en un 25,5%  vivían niños de menos de 18 años, en un 44,5%  vivían parejas casadas, en un 14,5% mujeres solteras, y en un 35,5% no eran unidades familiares. En el 31,8% de las viviendas  vivían personas solas el 10,9% de las cuales correspondía a personas de 65 años o más que vivían solas. El número medio de personas viviendo en cada vivienda era de 2,42 y el número medio de personas que vivían en cada familia era de 3,01.
Por edades la población se repartía de la siguiente manera: un 21,1% tenía menos de 18 años, un 5,6% entre 18 y 24, un 32% entre 25 y 44, un 26,3% de 45 a 60 y un 15% 65 años o más.
La edad media era de 42 años.  Por cada 100 mujeres de 18 o más años  había 85,8 hombres.
La renta media por vivienda era de 43.750$ y la renta media por familia de 45.313$. Los hombres tenían una renta media de 41.250$ mientras que las mujeres 33.542$. La renta per cápita de la población era de 27.909$. En torno al 13,7% de las familias y el 14,1% de la población estaban por debajo del umbral de pobreza.

## Localidades adyacentes
El siguiente diagrama muestra a las localidades más próximas a The Plains.